# Schouwburgplein
Pour les articles homonymes, voir Place du Théâtre.
Schouwburgplein, en français : place du Théâtre, est une place piétonne dans le centre de la ville néerlandaise de Rotterdam.

## Situation et accès
La place de 12 250 m2 fait usage de matériaux spéciaux, tels que l'époxy, bois, caoutchouc et métal. Il y a de grandes lampadaires en mouvement, de longs bancs et des fontaines jaillissantes. Des tuyaux verticaux de ventilation sont entourés chacun par deux barrières, formant une sorte de tours.

## Historique
Avant la Seconde Guerre mondiale, un quartier densément peuplé situé sur l'endroit de la place actuelle a brûlé à cause des bombardements du 14 mai 1940. En 1946, l'endroit faisait partie du Plan de base pour la reconstruction de Rotterdam pour ensuite créer la place du Théâtre.
En 1996, la place du Théâtre a complètement été renouvelée, conçu par l'agence hollandaise West 8 et dirigé par l'architecte Adriaan Geuze. La même année, le cinéma Pathé a ouvert ses portes sur la place.

## Bâtiments remarquables et lieux de mémoire
Sur la place se situe le grand complexe de salles de cinéma Pathé et autour de la place se situent le théâtre Rotterdamse Schouwburg, le palais des concerts De Doelen, de nombreux restaurants et quelques magasins.

Photos de la place du Théâtre
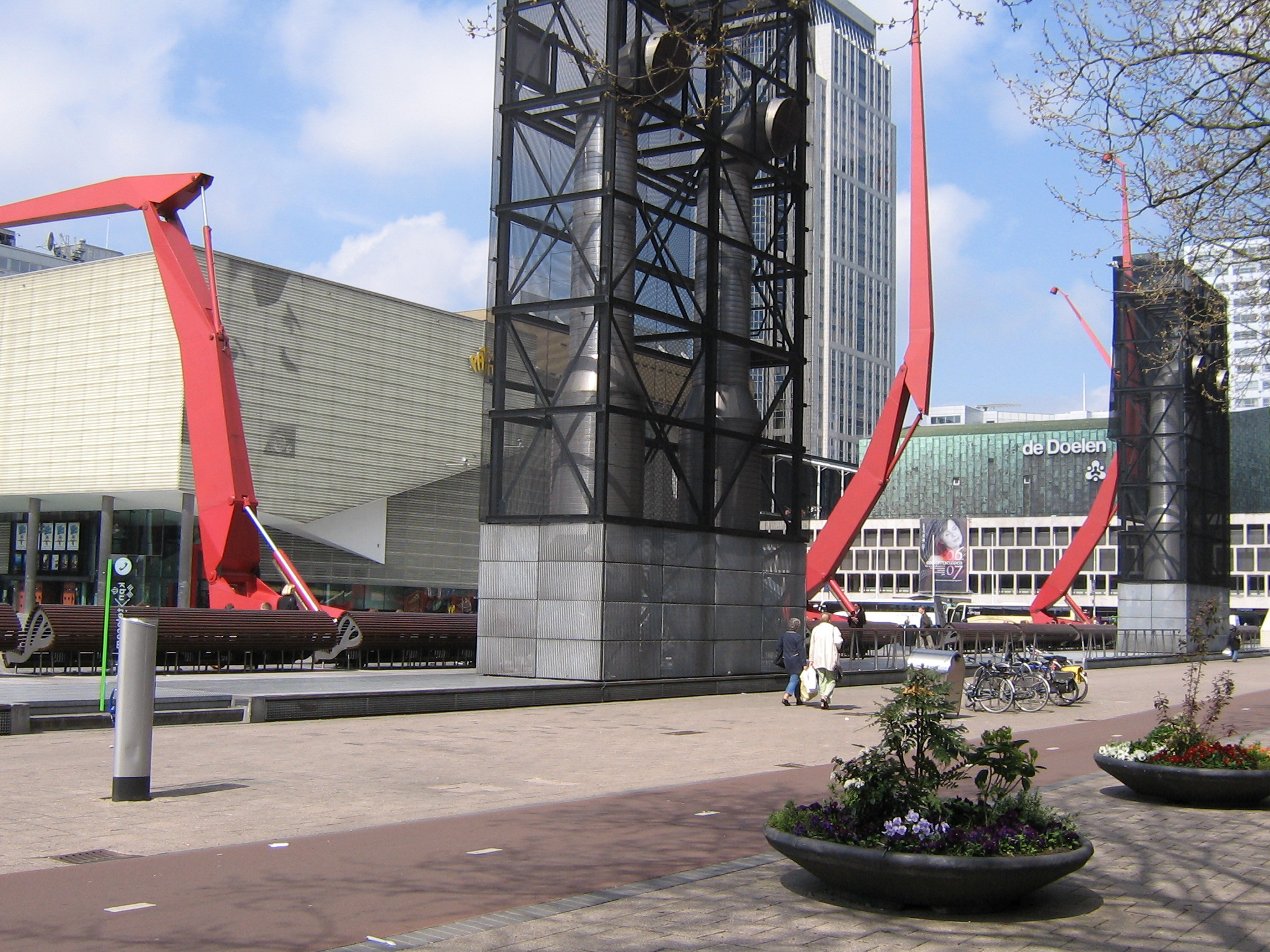
Les grandes lampadaires et les tuyaux verticaux de ventilation sur la place du Théâtre, avec en arrière-plan la tour Millenium et De Doelen.
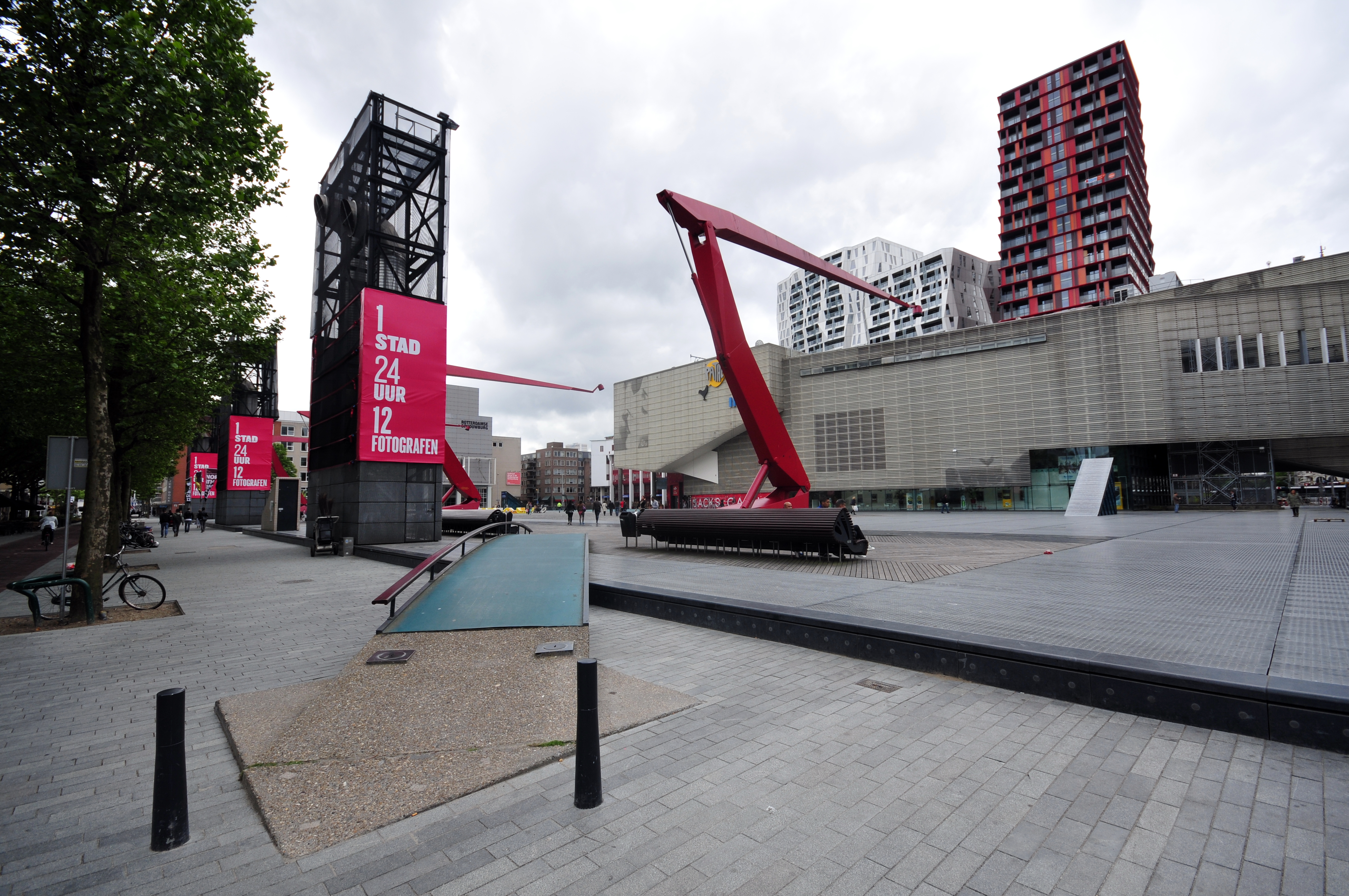
Une autre vue sur la place avec le cinéma Pathé et derrière quelques bâtiments résidentiels.
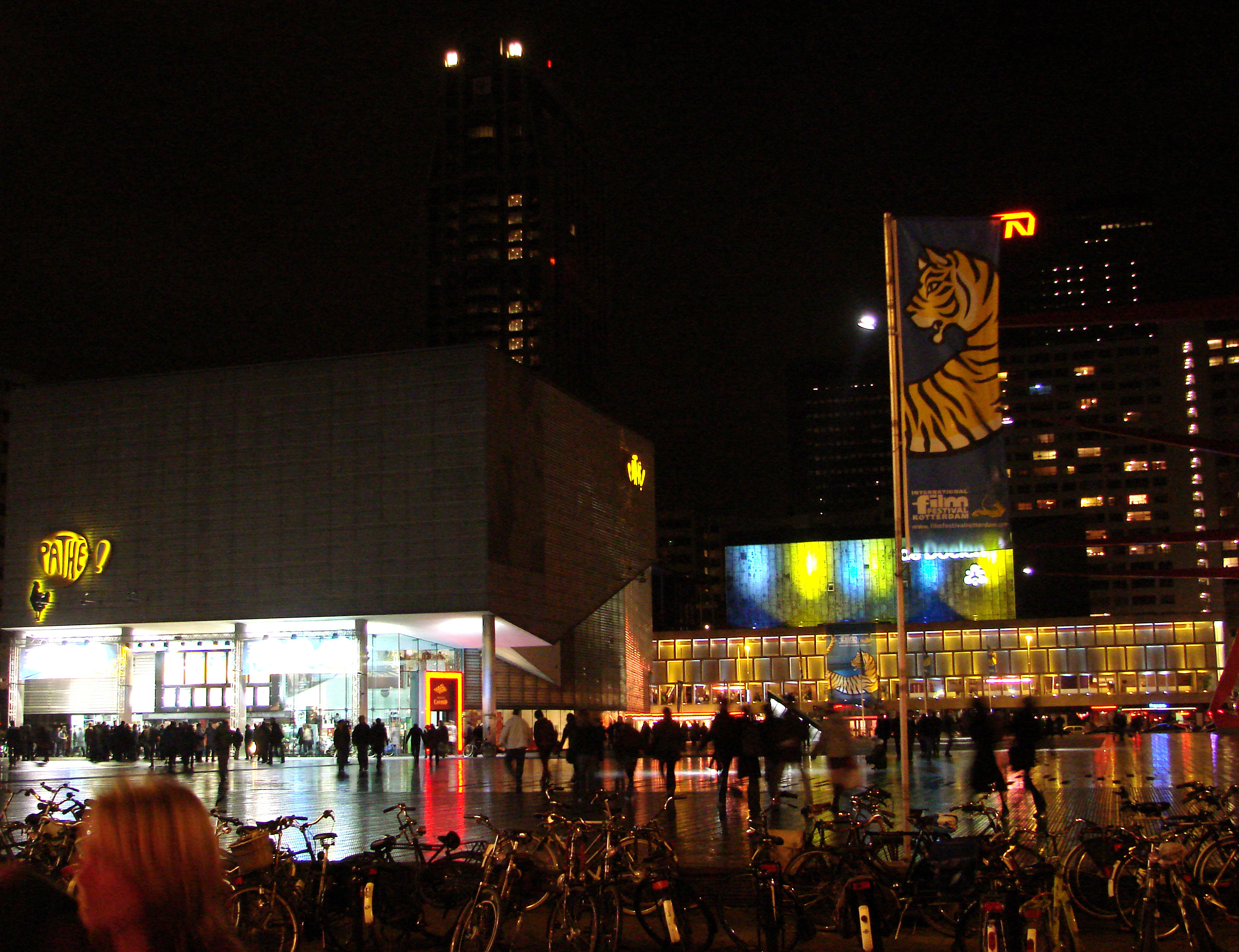
La place du Théâtre la nuit durant le festival international du film de Rotterdam.
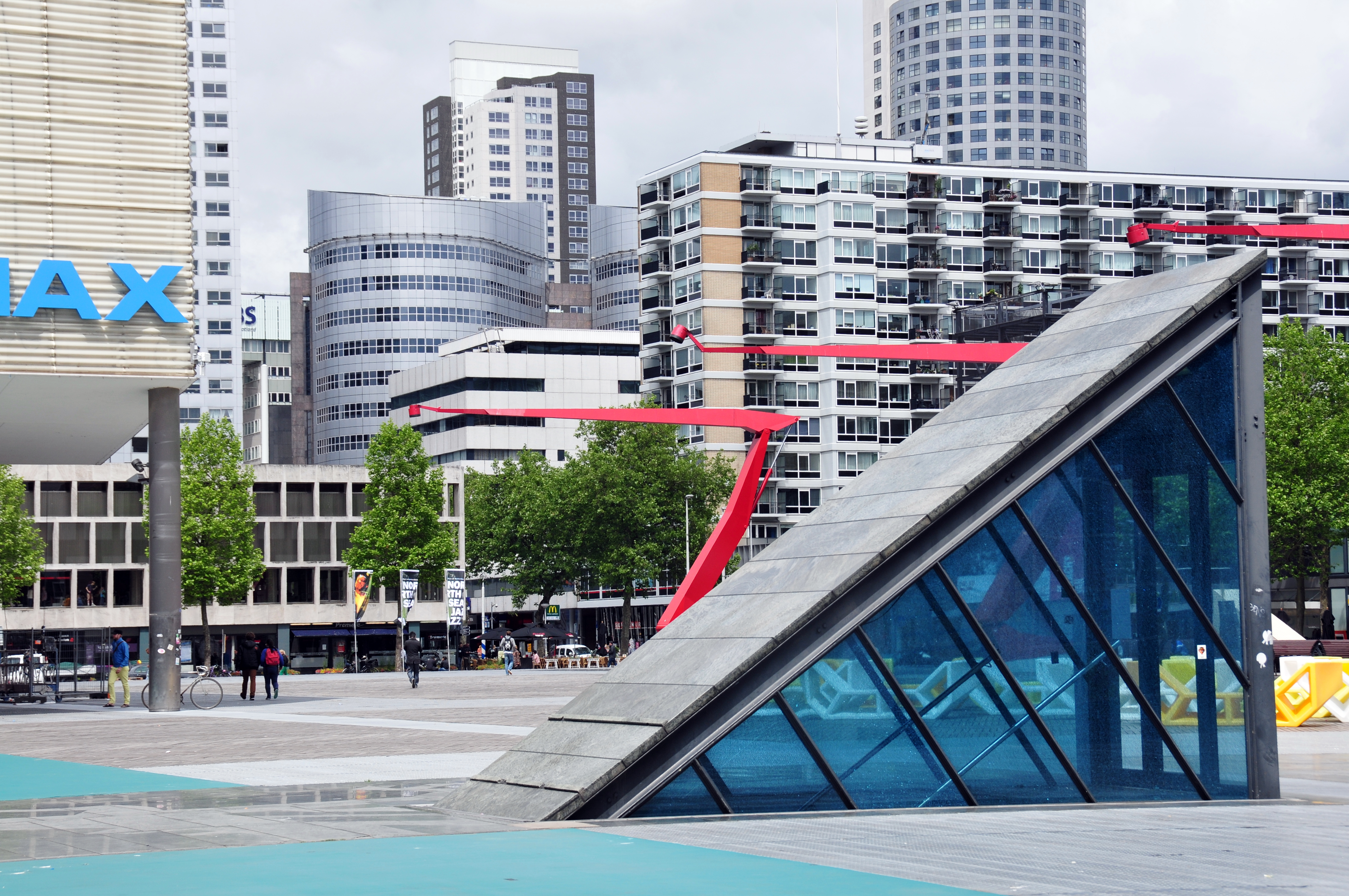
Vue depuis le centre de la place du Théâtre.